# ألبرت إس. باركر
ألبرت إس. باركر (بالإنجليزية: Albert S. Barker) هو ضابط أمريكي، ولد في 31 مارس 1845 في هانسون في الولايات المتحدة، وتوفي في 30 يناير 1916 في واشنطن العاصمة في الولايات المتحدة.